# Joe Dumars
Joe Dumars III (Shreveport, 24 de maio de 1963) é um ex-basquetebolista norte-americano. Ele jogou no Detroit Pistons entre 1985 e 1999 e é considerado um dos principais jogadores da história da franquia. 
O prêmio NBA Sportsmanship Award foi nomeado "Troféu Joe Dumars" em sua homenagem.
Dumars foi introduzido no Hall da Fama do Basquete em 2006. Ele atuou como Presidente de Operações de Basquete do Detroit Pistons de 2000 a 2014 e hoje em dia é Assessor Especial do Sacramento Kings.

## Primeiros anos
Dumars nasceu em Shreveport, Louisiana. A mãe de Dumars, Ophelia, era guardiã da Northwestern State University em Natchitoches, enquanto seu pai, Joe (Big Joe), era motorista de caminhão.
Crescendo em uma família atlética, ele preferiu o futebol americano quando criança, pois todos os cinco de seus irmãos eram defensores na Natchitoches Central High School. Mais tarde, seu irmão David jogou futebol americano profissional na USFL. 
Ele jogou como Defensive back até o ensino médio, quando ele foi direcionado para o basquete.

## Carreira universitária
Durante seus quatro anos na McNeese State University, Dumars obteve uma média de 22,5 pontos por jogo, incluindo 25,8 pontos em seu último ano, sendo o sexto no país. Ele terminou sua carreira na faculdade como o 11º maior pontuador da história da NCAA.

## Carreira profissional
Ele foi selecionado pelo Detroit Pistons como a 18º escolha geral do Draft da NBA de 1985. Ele jogou pelo Detroit Pistons por toda a sua carreira, de 1985 a 1999. Ele ganhou dois títulos da NBA em 1989 e 1990 e foi eleito o MVP das finais de 1989. 
Segundo Michael Jordan, Dumars foi o melhor defensor que ele enfrentou na NBA.
Durante sua carreira, ele foi selecionado para o All-Star Game seis vezes e para a Primeira-Equipe Defensiva quatro vezes. Em 14 temporadas, todas nos Pistons, Dumars marcou 16.401 pontos, distribuiu 4.612 assistências, conseguiu 2.203 rebotes e registrou 902 roubadas de bola.
Embora ele fosse um membro das famosas equipes de "Bad Boys", conhecidas por seu comportamento agressivo, ele se tornou pessoalmente conhecido por seu comportamento calmo e honesto. Ele foi o primeiro ganhador do NBA Sportsmanship Award, que foi nomeado como Joe Dumars Trophy.
Sua camisa número 4 foi aposentada pelos Pistons em março de 2000. Ele tem a distinção de ser o único jogador dos Pistons a usar esse número.

## Carreira como executivo
Dumars se tornou o Presidente de Operações de Basquete dos Pistons antes da temporada de 2000-01. Ele foi eleito o Executivo do Ano na temporada de 2002-03 e, silenciosamente, construiu a equipe que venceu o título da NBA de 2004 - o primeiro gerente geral da NBA afro-americano a vencer as finais da NBA. 
Os Pistons chegaram às finais da Conferência Leste por seis anos consecutivos (2003-2008) sob a vigilância de Dumars. Essa série chegaria ao fim na temporada de 2008-09. Os Pistons seriam varridos na primeira rodada pelo Cleveland Cavaliers.
Em 14 de abril de 2014, os Pistons anunciaram que Dumars deixaria o cargo de Presidente de Operações de Basquete, mas continuaria como consultor da organização e de sua equipe de proprietários. Durante seus 14 anos como Presidente, Dumars guiou a organização a um recorde da temporada regular de 595–536, 73 vitórias nos playoffs, seis participações nas finais da Conferência Leste (2003–08), seis títulos da Divisão Central, dois títulos da Conferência Leste (2004, 2005) e o título da NBA de 2004.

## Estatísticas

### Temporada regular
| Ano      | Time     | PJ    | MPJ  | AP   | 3P   | LL   | RT  | AS  | BR  | TO  | PPJ  |
| -------- | -------- | ----- | ---- | ---- | ---- | ---- | --- | --- | --- | --- | ---- |
| 1985–86  | Detroit  | 82    | 23.9 | .481 | .313 | .798 | 1.5 | 4.8 | 0.8 | 0.1 | 9.4  |
| 1986–87  | Detroit  | 79    | 30.9 | .493 | .409 | .748 | 2.1 | 4.5 | 1.1 | 0.1 | 11.8 |
| 1987–88  | Detroit  | 82    | 33.3 | .472 | .211 | .815 | 2.4 | 4.7 | 1.1 | 0.2 | 14.2 |
| 1988–89† | Detroit  | 69    | 34.9 | .505 | .483 | .850 | 2.5 | 5.7 | 0.9 | 0.1 | 17.2 |
| 1989–90† | Detroit  | 75    | 34.4 | .480 | .400 | .900 | 2.8 | 4.9 | 0.8 | 0.0 | 17.8 |
| 1990–91  | Detroit  | 80    | 38.1 | .481 | .311 | .890 | 2.3 | 5.5 | 1.1 | 0.1 | 20.4 |
| 1991–92  | Detroit  | 82    | 38.9 | .448 | .408 | .867 | 2.3 | 4.6 | 0.9 | 0.1 | 19.9 |
| 1992–93  | Detroit  | 77    | 40.2 | .466 | .375 | .864 | 1.9 | 4.0 | 1.0 | 0.1 | 23.5 |
| 1993–94  | Detroit  | 69    | 37.6 | .452 | .388 | .836 | 2.2 | 3.8 | 0.9 | 0.1 | 20.4 |
| 1994–95  | Detroit  | 67    | 38.0 | .430 | .305 | .805 | 2.4 | 5.5 | 1.1 | 0.1 | 18.1 |
| 1995–96  | Detroit  | 67    | 32.7 | .426 | .406 | .822 | 2.1 | 4.0 | 0.6 | 0.0 | 11.8 |
| 1996–97  | Detroit  | 79    | 37.0 | .440 | .432 | .867 | 2.4 | 4.0 | 0.7 | 0.0 | 14.7 |
| 1997–98  | Detroit  | 72    | 32.3 | .416 | .371 | .825 | 1.4 | 3.5 | 0.6 | 0.0 | 13.1 |
| 1998–99  | Detroit  | 38    | 29.4 | .411 | .403 | .836 | 1.8 | 3.5 | 0.6 | 0.1 | 11.3 |
| Carreira | Carreira | 1,018 | 34.5 | .460 | .382 | .843 | 2.2 | 4.5 | 0.9 | 0.1 | 16.1 |
| All-Star | All-Star | 6     | 16.3 | .400 | .333 | .500 | 1.2 | 3.4 | 0.2 | 0.0 | 5.7  |

### Playoffs
| Ano      | Time     | PJ  | MPJ  | AP   | 3P   | LL    | RT  | AS  | BR  | TO  | PPJ  |
| -------- | -------- | --- | ---- | ---- | ---- | ----- | --- | --- | --- | --- | ---- |
| 1986     | Detroit  | 4   | 36.8 | .610 |      | .667  | 3.3 | 6.3 | 1.0 | 0.0 | 15.0 |
| 1987     | Detroit  | 15  | 31.5 | .538 | .667 | .780  | 1.3 | 4.8 | 0.8 | 0.1 | 12.7 |
| 1988     | Detroit  | 23  | 35.0 | .457 | .333 | .889  | 2.2 | 4.9 | 0.6 | 0.1 | 12.3 |
| 1989†    | Detroit  | 17  | 36.5 | .455 | .083 | .861  | 2.6 | 5.6 | 0.7 | 0.1 | 17.6 |
| 1990†    | Detroit  | 20  | 37.7 | .458 | .263 | .876  | 2.2 | 4.8 | 1.1 | 0.0 | 18.2 |
| 1991     | Detroit  | 15  | 39.2 | .429 | .405 | .845  | 3.3 | 4.1 | 1.1 | 0.1 | 20.6 |
| 1992     | Detroit  | 5   | 44.2 | .471 | .500 | .789  | 1.6 | 3.2 | 1.0 | 0.2 | 16.8 |
| 1996     | Detroit  | 3   | 41.0 | .457 | .357 | 1.000 | 4.3 | 3.7 | 0.0 | 0.0 | 13.7 |
| 1997     | Detroit  | 5   | 42.8 | .361 | .261 | .950  | 1.8 | 2.0 | 1.0 | 0.0 | 13.8 |
| 1999     | Detroit  | 5   | 30.6 | .487 | .526 | 1.000 | 1.4 | 2.6 | 0.4 | 0.0 | 10.2 |
| Carreira | Carreira | 112 | 36.6 | .462 | .358 | .855  | 2.3 | 4.6 | 0.8 | 0.1 | 15.6 |

Fonte: